# Dzień Jedności Ukrainy
Dzień Jedności Ukrainy, ukr. День соборності України – ukraińskie święto państwowe obchodzone 22 stycznia, w rocznicę zjednoczenia Ukraińskiej Republiki Ludowej i Zachodnioukraińskiej Republiki Ludowej, które miało miejsce w 1919 roku.
Święto zostało ogłoszone dekretem wydanym przez prezydenta Ukrainy Łeonida Kuczmę, podpisanym 21 stycznia 1999 roku.